# Basílica de Santa Sabina

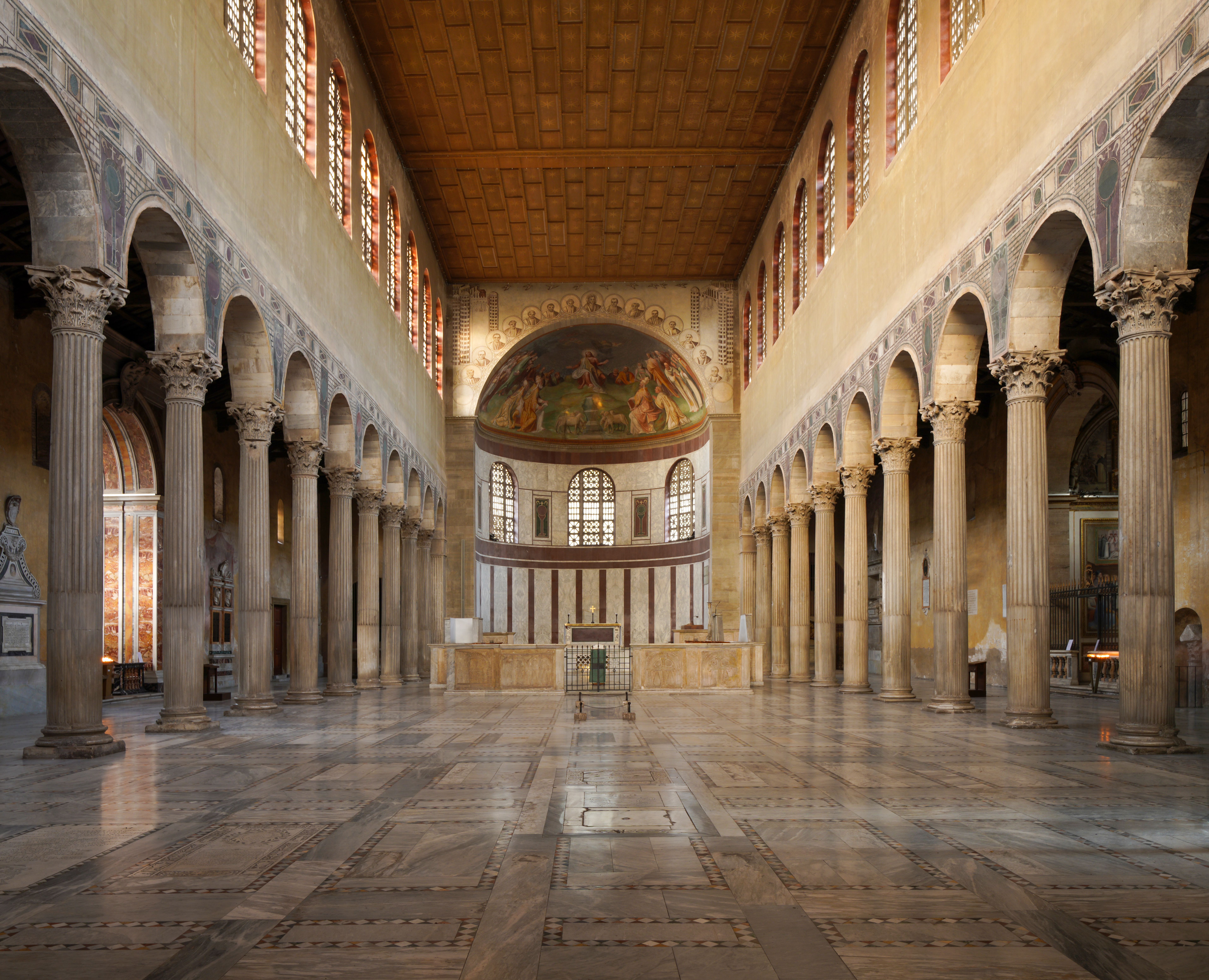
Interior de Santa Sabina

Santa Sabina all'Aventino és una basílica de Roma construïda al segle v sobre el turó de l'Aventí i dedicada a santa Sabina. Malgrat que ha estat restaurada en diverses ocasions, és una de les esglésies d'arquitectura paleocristiana millor conservades. Avui és la seu de l'orde dels Predicadors, és a dir, els dominics. El català Francesc d'Assís Vidal i Barraquer en fou titular en la seva condició de cardenal.

## Situació
Santa Sabina està situada a la part més alta del turó romà de l'Aventí, per sobre i molt a la vora del riu Tíber; a l'actual plaça Pietro d'Illiria, al costat del Giardino degli Aranci (Jardí dels Tarongers), i prop de la cèlebre plaça dels Cavallers de Malta.

## Història
L'església va ser construïda pel sacerdot Pere d'Il·líria entre els anys 422 i 432, sobre la casa de la matrona Sabina, que després esdevindria santa. Originàriament estava a prop d'un temple de la deessa Juno, vint-i-quatre columnes del qual van ser reutilitzades per a la construcció de la basílica. El campanar es va construir al segle x. L'any 1219 el papa Honori III va confiar el temple a sant Domènec i al seu orde de frares predicadors, que de llavors ençà l'han mantingut com a cúria general. L'interior va ser força modificat durant les restauracions que hi van fer Domenico Fontana l'any 1587 i Francesco Borromini l'any 1643. El restaurador Antonio Muñoz va desfer els afegits moderns i va donar a la basílica l'aspecte actual entre ela anys 1914 i 1919 i els anys 1936 i 1937.

## Arquitectura

### Exterior
L'església no té façana, ja que el peu de l'edifici es troba inclòs al nàrtex, l'única nau que resta de l'antic atri, avui convertit en claustre del convent dominic. L'accés, a banda de per la porta principal, de fusta i d'època paleocristiana, situada al nàrtex, també es fa per un portal del lateral dret, precedit d'un pòrtic.
Seguint les característiques de l'arquitectura paleocristiana, Santa Sabina presenta uns murs totalment llisos construïts amb maons, sense contraforts, ja que el sostre és d'encavallada de fusta i, per tant, poc pesant. L'únic que destaca a l'exterior és la filada de finestrals d'arcs de mig punt.

### Interior
L'interior segueix l'esquema de planta basilical tres naus, separades per columnes corínties procedents d'un monument d'època imperial, i un gran absis semicircular. Tant la decoració de la part superior dels murs, com el sostre de fusta i l'absis són obres modernes. La decoració original de mosaic, doncs, ha desaparegut i només es conserva l'opus sectile dels carcanyols.
Prop del presbiteri se situa el cor, reconstruïda l'any 1936 seguint el model de les Scholae Cantorum romanes paleocristianes i reaprofitant antics panells de marbre.